# Kamui
En la mitologia japonesa Kamui és el déu creador del món al qual li va donar la forma d'un gran oceà circular recolzat sobre el llom d'una truita. Aquesta deïtat va crear els ainu amb fang i la columna amb branques de salze motiu pel qual les esquenes es bolquen amb l'edat.
Els kamui són semblants al kami japonesos, El missioner John Batchelor va suposar que el terme japonès era d'origen ainu. L'ús del terme és molt extens entre els ainu, i pot referir-se a quelcom considerat especialment positiu així com a quelcom especialment fort. Kamui pot referir-se a éssers espirituals, inclosos animals, plantes, el clima i fins i estris humans. Els àngels de la guarda s'anomenen Ituren-Kamui. Els kamui són nombrosos; alguns estan delimitats i nomenats, com Kamuy Fuchi, la deessa de la llar, mentre que d'altres no. Sovint tenen associacions molt específiques, per exemple, hi ha un kamui de la resaca. Batchelor compara la paraula amb el terme grec demon.